# کوته سنگی
کوته سنگی یا کوتی سنگی محله‌ای در غرب کابل، پایتخت افغانستان است.
این محله یکی از مناطق پرجمعیت شهر کابل می‌باشد که در جنوب آن جاده سیلو، در غرب آن ده‌بوری و دانشگاه کابل واقع شده‌است.
کوته سنگی یکی بازارهای اصلی کابل و یکی از مراکز عمده خرید و فروش است.
جمعیت کوته سنگی عمدتا از قوم هزاره می باشد.